# Far Away (singel Ayumi Hamasaki)
Far Away – piętnasty singel Ayumi Hamasaki, wydany 17 maja 2000 roku. Sprzedano 510 460 kopii. Singel znalazł się na 1. miejscu w rankingu Oricon.

## Lista utworów
| Nr  | Tytuł                                    | Muzyka                    | Aranżacja | Czas |
| --- | ---------------------------------------- | ------------------------- | --------- | ---- |
| 1.  | "Far Away (Original Mix)"                | Kazuhito Kikuchi, D・A・I | HΛL       | 5:35 |
| 2.  | "Far Away (CRAFTY Remix)"                | Kazuhito Kikuchi, D・A・I |           | 5:17 |
| 3.  | "Far Away (Main Radio Mix)"              | Kazuhito Kikuchi, D・A・I |           | 4:45 |
| 4.  | "appears (Junior's Club Mix)"            | Kazuhito Kikuchi          |           | 9:42 |
| 5.  | "Far Away (HΛL's MIX 2000)"              | Kazuhito Kikuchi, D・A・I | HΛL       | 4:36 |
| 6.  | "Far Away (Ocean View Remix)"            | Kazuhito Kikuchi, D・A・I |           | 5:31 |
| 7.  | "End Roll (da urban maesto mix)"         |                           |           | 6:06 |
| 8.  | "Far Away (Huge mutual-tried mix)"       | Kazuhito Kikuchi, D・A・I |           | 3:18 |
| 9.  | "Far Away (POP'e.a.' MIX II)"            | Kazuhito Kikuchi, D・A・I |           | 4:51 |
| 10. | "Far Away (Dub's Mute & Feedback Remix)" | Kazuhito Kikuchi, D・A・I |           | 6:13 |
| 11. | "Far Away (Original Mix -Instrumental-)" | Kazuhito Kikuchi, D・A・I |           | 5:33 |

## Wystąpienia na żywo
- 15 maja 2000 – Hey! Hey! Hey! – "Far Away"
- 19 maja 2000 – Music Station – "Far Away"
- 21 maja 2000 – Countdown TV – "Far Away"
- 2 października 2000 – SMAPxSMAP – "Far Away"